# Juliana Puricelli

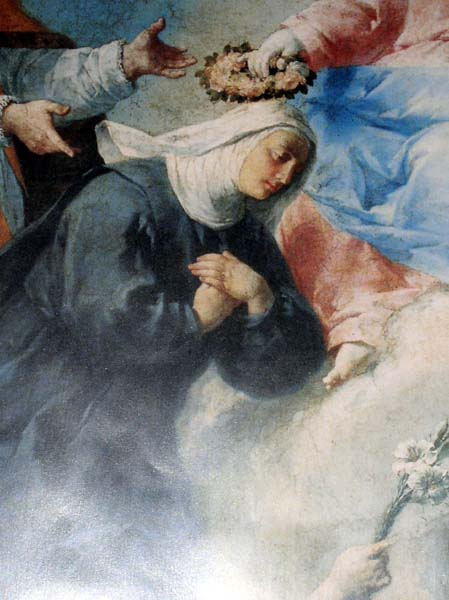
Selige Juliana Puricelli (Biagio Belotti, 1780)

Juliana Puricelli (* 1427 in Busto Arsizio, Italien; † 15. August 1501 in Sacro Monte di Varese, Italien) war eine ambrosianische Nonne, Äbtissin und wurde 1769 seliggesprochen. Ihr kirchlicher Gedenktag ist der 14. August.

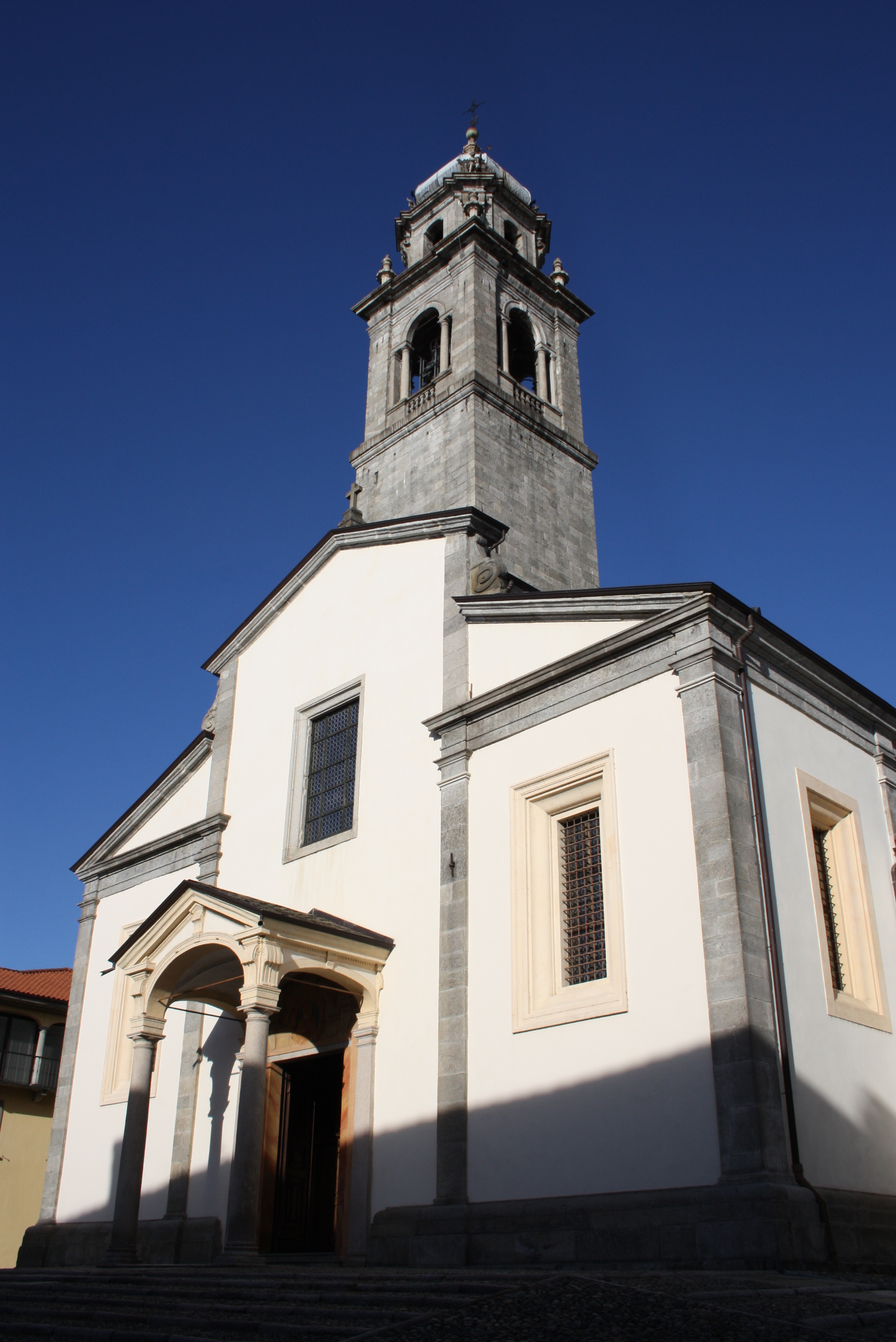
San Leonardo in Pallanza

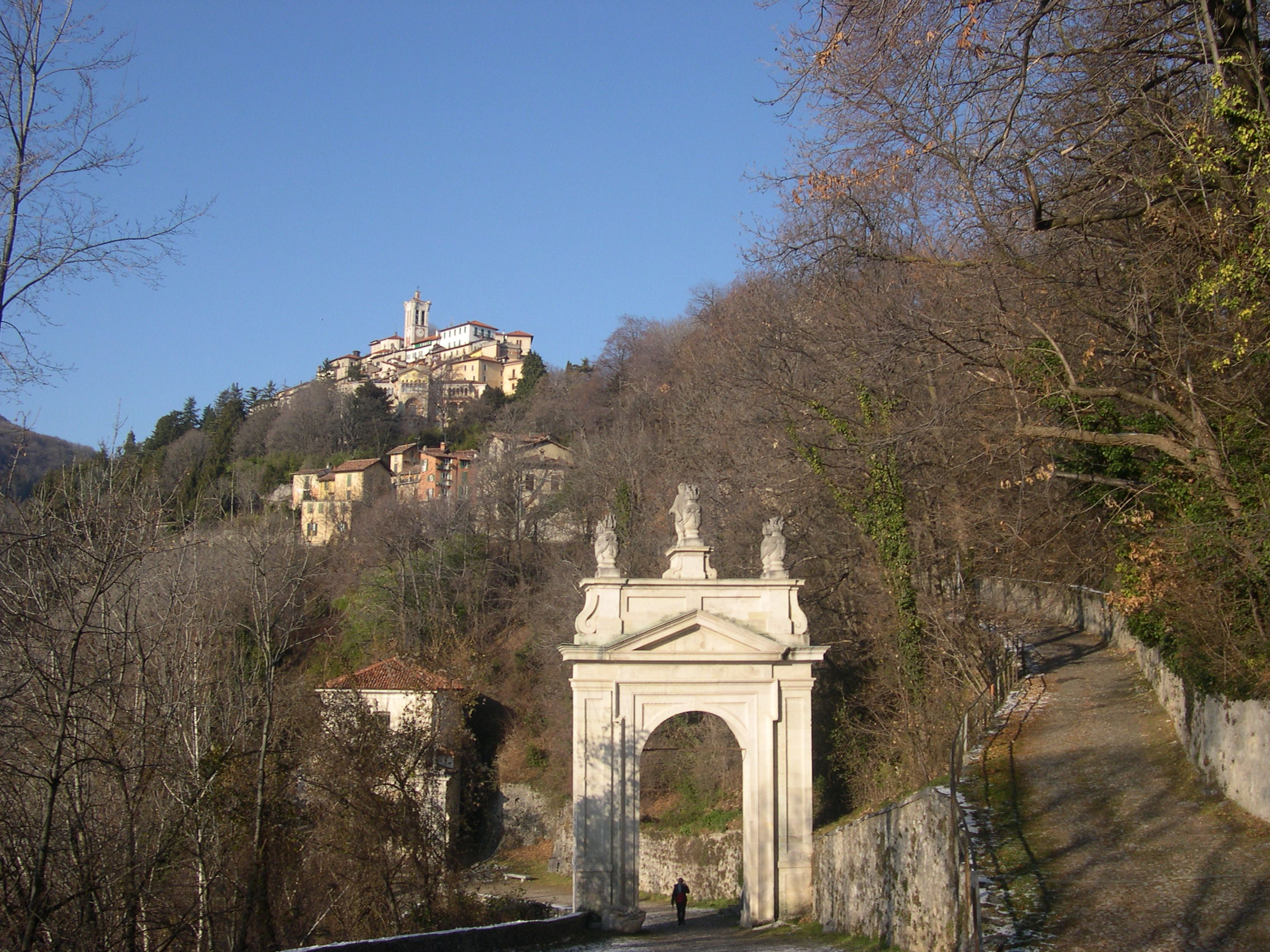
Sacro Monte de Varese mit dem Eremitenkloster St. Ambrosius

## Leben
Juliana Puricelli wurde 1427 in der kleinen Ortschaft Cascina Verghera bei Busto Arsizio in Norditalien geboren. Ihr Vater wollte sie zur Ehe zwingen, worauf hin sie ihre Familie im Jahr 1454 verließ. Sie schloss sich Katharina Moriggi an, die seit 1451 auf dem Heiligen Berg von Varese ein Einsiedlerdasein führte. Katharina und Juliana lebten nach den Augustinusregeln und hatten den ambrosianischen Ritus übernommen. Die Zweiergemeinschaft wuchs bis 1460 auf sechs Frauen auf und gründete 1474 das Kloster der Ambrosiusschwestern. Nach dem Tod der ersten Äbtissin Katharina wurde Juliana zur Nachfolgerin gewählt und füllte dieses Amt bis zu ihrem Tode am 15. August 1501 aus.

## Seligsprechung und Verehrung
Gemeinsam mit Katharina Moriggi wurde sie am 16. September 1769 von Papst Clemens XIV. (1769–1774) als Selige bestätigt. Der römisch-katholische Gedenktag ist der 14. August, während nach dem ambrosianischen Ritus der Gedenktag auf den 27. April fällt. Ihre Gebeine wurden erhoben und werden in der Kirche San Leonardo in Pallanza, in einem Reliquienschrein, aufbewahrt. In Busto Arsizio trägt eine Grundschule ihren Namen.